# Percilla Bejano
Percilla o Priscilla Bejano (Bayamón, Puerto Rico, 26 de abril de 1911-Tampa, Florida, 5 de febrero de 2001), fue una mujer que se exhibió como fenómeno de feria debido a su hipertricosis, siendo presentada como La Chica Mono.

## Primeros años
Percilla Román nació velluda el 26 de abril de 1911 en Bayamón, Puerto Rico. Su físico era similar a su predecesora Julia Pastrana, con un fino vello oscuro por todo el cuerpo, barba y una malformación dental, con dos hileras de dientes que le provocaron prognatismo y un perfil simiesco. Su padre, de origen español, sorprendido, decidió llevarla a Estados Unidos para ser examinada por médicos estadounidenses, considerados los más avanzados. Una vez en Nueva York, descubrió tanto lo irremediable de la condición de su hija como el gran negocio que era entonces en el país los espectáculos de feria, carnaval y circo, considerando que allí podría al menos ganarse la vida exhibiéndose. Sin embargo, su escaso dominio del inglés y del mundo del espectáculo dificultaron durante unos meses la promoción hasta que contactó con un showman, Karl L. Lauther, promotor y propietario de varios espectáculos, que se interesó en la niña de tres años y la contrató, mostrándola como La Niña Peluda.

## Carrera
La madre regresó a Puerto Rico para atender a sus otros seis hijos, pero el padre se quedó, viajando con su hija y el promotor por el circuito de ferias y carnaval, hasta que murió durante un tiroteo en Gainesville. Había dispuesto que si él faltaba, la tutela de la niña pasaría a Lauther. El gerente y su esposa fueron también como unos padres para ella desde entonces.
Cuando estalló el escándalo del llamado "Juicio del Mono" sobre la enseñanza de la evolución darwiniana en las escuelas, algunos fenómenos de feria fueron planteados como el eslabón perdido, volviendo a recordar a Krao Farini que fue exhibida como tal hasta los catorce años, pasando luego a ser una simple mujer barbuda y así se presentaba aún en Coney Island, mientras el viejo Zip bromeó con que era él; Lauther ideó una actuación con Percilla y un orangután amaestrado, Snooky, en un debate simulado donde ella defendía la teoría mientras Snooky estaba en contra, que fue un gran éxito.
Desde los quince años, además de mostrarse, también cantaba, pues tenía una bella voz. El público percibía durante su acto el contraste entre la educada, elegante y encantadora Chica Mono y a su lado, una chimpancé amaestrada llamada Josephine, de mal carácter y groseros modales, fumando cigarrillos y escupiendo.
A finales de los años 1930 fue presentada en la exposición de Johnny J. Jones junto a otros fenómenos, y allí conoció a Emmitt Bejano (1914-1995) un amable joven de Florida que se exhibía desde los seis años como El Hombre con piel de cocodrilo debido a su ictiosis. Como los sobreprotectores Lauther no aprobaban su unión, se fugaron juntos en 1938 para casarse, aunque acabaron regresando al espectáculo. Un año después, Percilla dio a luz una hija, Francine, tan velluda como ella, pero murió a los cuatro meses de neumonía. No tuvieron más hijos, por lo que años después adoptaron un niño, Tom, que acompañaba a sus padres en ferias y circos y fue ayudante en el montaje de atracciones. Percilla y Emmitt se exhibieron desde entonces como El Matrimonio más Extraño del Mundo: la Chica Mono y el Chico Caimán. En 1945 dejaron el show de Lauther por el circo Ripley Believe or Not, y también se unieron al Ringling Brothers. En los 50 y 60, estuvieron de gira en solitario como The Bejano Family.

## Últimos años
Aparecieron juntos en la película de 1980 Carny con Jodie Foster y Gary Busey poco antes de retirarse definitivamente a la casa donde pasaban la temporada baja en Gibsonton, Florida. En los años 80 y 90 fueron entrevistados en televisión varias veces como dos de los últimos veteranos del cada vez más tabú mundo del espectáculo de rarezas, bajo mínimos debido a los cierres promovidos por activistas en contra. En 1988 celebraron sus bodas de oro con una gran fiesta. Emmitt murió el 17 de abril de 1995. Percilla después se afeitó por primera vez en su vida en señal de duelo y apareció en varios documentales y en el programa televisivo de Jerry Springer, donde habló de su vida en el espectáculo, su largo y feliz matrimonio con Emmitt y cantó su canción favorita, It's a Long Way to Tipperary. Se dedicaba a su afición por la jardinería y murió mientras dormía el 5 de febrero de 2001.
Fue una de las últimas artistas de feria y carnaval clásicos en morir, junto con Melvin Burkhart el Bloque Humano y Jeanie Tomaini la Medio Chica.